# Wioślarstwo na Letnich Igrzyskach Olimpijskich 2008 – dwójka podwójna kobiet
Dwójka podwójna kobiet (W2x) – konkurencja rozgrywana podczas Letnich Igrzysk Olimpijskich 2008 w Pekinie między 9 a 16 sierpnia w Parku Olimpijskim Shunyi.

## Harmonogram konkurencji
Wszystkie godziny w standardowym czasie chińskim (UTC+8)
| Godzina                        | Wydarzenie  | Runda      |
| ------------------------------ | ----------- | ---------- |
| Sobota, 9 sierpnia 2008        | 16:40-17:00 | Eliminacje |
| Poniedziałek, 11 sierpnia 2008 | 17:00-17:20 | Repasaże   |
| Piątek, 15 sierpnia 2008       | 17:30-17:40 | Finał B    |
| Sobota, 16 sierpnia 2008       | 17:10-17:20 | Finał A    |

## Medaliści
| Złoto  | Nowa Zelandia · Georgina Evers-Swindell · Caroline Evers-Swindell |
| Srebro | Niemcy · Annekatrin Thiele · Christiane Huth                      |
| Brąz   | Wielka Brytania · Elise Laverick · Anna Watkins                   |

## Wyniki

### Eliminacje
Reguła kwalifikacji: 1 → FA, 2.. → R

#### Eliminacje 1
| Miejsce | Zawodnik                                        | Kraj              | Czas    | Uwagi |
| ------- | ----------------------------------------------- | ----------------- | ------- | ----- |
| 1       | Georgina Evers-Swindell Caroline Evers-Swindell | Nowa Zelandia     | 7:03,92 | FA    |
| 2       | Annekatrin Thiele Christiane Huth               | Niemcy            | 7:09,06 | R     |
| 3       | Megan Kalmoe Ellen Tomek                        | Stany Zjednoczone | 7:11,17 | R     |
| 4       | Ionelia Zaharia Roxana Cogianu                  | Rumunia           | 7:12,17 | R     |
| 5       | Kateryna Tarasenko Jana Dementiewa              | Ukraina           | 7:25,03 | R     |

#### Eliminacje 2
| Miejsce | Zawodnik                              | Kraj            | Czas    | Uwagi |
| ------- | ------------------------------------- | --------------- | ------- | ----- |
| 1       | Li Qin Tian Liang                     | Chiny           | 7:03,13 | FA    |
| 2       | Jitka Antošová Gabriela Vařeková      | Czechy          | 7:04,23 | R     |
| 3       | Elise Laverick Anna Watkins           | Wielka Brytania | 7:08,65 | R     |
| 4       | Catriona Sens-Oliver Sonia Mills      | Australia       | 7:13,25 | R     |
| 5       | Laura Schiavone Elisabetta Sancassani | Włochy          | 7:30,25 | R     |

### Repasaże
Reguła kwalifikacji: 1-2 → FA, 3.. → FB

#### Repasaże 1
| Miejsce | Zawodnik                              | Kraj            | Czas    | Uwagi |
| ------- | ------------------------------------- | --------------- | ------- | ----- |
| 1       | Elise Laverick Anna Watkins           | Wielka Brytania | 6:54,92 | FA    |
| 2       | Annekatrin Thiele Christiane Huth     | Niemcy          | 6:55,96 | FA    |
| 3       | Ionelia Zaharia Roxana Cogianu        | Rumunia         | 7:01,69 | FB    |
| 4       | Laura Schiavone Elisabetta Sancassani | Włochy          | 7:08,00 | FB    |

#### Repasaże 2
| Miejsce | Zawodnik                           | Kraj              | Czas    | Uwagi |
| ------- | ---------------------------------- | ----------------- | ------- | ----- |
| 1       | Megan Kalmoe Ellen Tomek           | Stany Zjednoczone | 6:58,84 | FA    |
| 2       | Jitka Antošová Gabriela Vařeková   | Czechy            | 7:00,75 | FA    |
| 3       | Catriona Sens-Oliver Sonia Mills   | Australia         | 7:04,30 | FB    |
| 4       | Kateryna Tarasenko Jana Dementiewa | Ukraina           | 7:06,77 | FB    |

### Finały

#### Finał B
| Miejsce | Zawodnik                              | Kraj      | Czas    | Uwagi |
| ------- | ------------------------------------- | --------- | ------- | ----- |
| 1       | Kateryna Tarasenko Jana Dementiewa    | Ukraina   | 7:17,82 |       |
| 2       | Catriona Sens-Oliver Sonia Mills      | Australia | 7:19,73 |       |
| 3       | Ionelia Zaharia Roxana Cogianu        | Rumunia   | 7:20,99 |       |
| 4       | Laura Schiavone Elisabetta Sancassani | Włochy    | 7:29,22 |       |

#### Finał A
| Miejsce | Zawodnik                                        | Kraj              | Czas    | Uwagi |
| ------- | ----------------------------------------------- | ----------------- | ------- | ----- |
|         | Georgina Evers-Swindell Caroline Evers-Swindell | Nowa Zelandia     | 7:07,32 |       |
|         | Annekatrin Thiele Christiane Huth               | Niemcy            | 7:07,33 |       |
|         | Elise Laverick Anna Watkins                     | Wielka Brytania   | 7:07,55 |       |
| 4       | Li Qin Tian Liang                               | Chiny             | 7:15,85 |       |
| 5       | Megan Kalmoe Ellen Tomek                        | Stany Zjednoczone | 7:17,53 |       |
| 6       | Jitka Antošová Gabriela Vařeková                | Czechy            | 7:25,09 |       |